# 龍園 (公園)
龍園（英語：Dragon Park），是香港的一座公園，位於新界天水圍天龍路，由三個被道路分隔的部分組成，2007年4月啟用。公園由康樂及文化事務署管理。